# Jonay Pineda Skallak
Erik Jonay Pineda Skallak, född 9 maj 2001, är en svensk skådespelare.
Jonay Pineda Skallak filmdebuterade 2021 i Vinterviken i rollen som Sluggo. Rollen ledde till en Guldbagge i kategorin Bästa manliga biroll vid Guldbaggegalan 2022. År 2023 spelade han en av huvudrollerna i dramaserien Taelgia. Samma år nominerades han till Rising Star Award vid Stockholms filmfestival.

## Filmografi i urval
- 2021 – Vinterviken
- 2023 – Taelgia (TV-serie)
- 2025 – Ruset (TV-serie)
- 2025 – Kevlarsjäl

## Teater

### Roller
| År   | Roll | Produktion                    | Regi                 | Teater   |
| ---- | ---- | ----------------------------- | -------------------- | -------- |
| 2025 |      | Papporna Alexandra Pascalidou | Alexander Salzberger | Dramaten |